# Tannenbaum (Hückeswagen)
Tannenbaum ist ein Wohnplatz und Industrieort in Hückeswagen im Oberbergischen Kreis im Regierungsbezirk Köln in Nordrhein-Westfalen (Deutschland).

## Lage und Verkehrsanbindung
Tannenbaum liegt im südlichen Hückeswagen im Tal der Wupper an der Bundesstraße 237. Nachbarorte sind neben Hückeswagen Hartkopsbever, Dierl, Stahlschmidtsbrücke, Kobeshofen und Kleineichen. Tannenbaum ist seit dem frühen 18. Jahrhundert ein Industriestandort.

## Geschichte
Schon im 18. Jahrhundert bestand in Tannenbaum eine Steinbrücke über die Wupper, über die der Fahrweg von Hückeswagen in das Bevertal führte. 1723, 1725 und 1740 wurden auf der linken Wupperseite von Nikolaus Biesenbach aus Großeichen drei Eisenhämmer konzessioniert und erbaut. Für die Wasserversorgung wurde ein Stauteich angelegt. 1793 übernahm ein Platte aus Großeledder die Werke.
1758 sind weitere Hammerwerke belegt, eines im Besitz Höfinghoff und eines im Besitz von Johan Daniel Clarenbach aus dem benachbarten Kleineichen. 1782 errichtete Peter Johann Flender aus Dörpe ein weiteres Hammerwerk in Tannenbaum.
1815/16 lebten 21 Einwohner im Ort. 1832 gehörte Tannenbaum unter dem Namen Dannenbaum der Berghauser Honschaft an, die ein Teil der Hückeswagener Außenbürgerschaft innerhalb der Bürgermeisterei Hückeswagen war. Der laut der Statistik und Topographie des Regierungsbezirks Düsseldorf als Handwerkerwohnung und Eisenhammer kategorisierte Ort besaß zu dieser Zeit ein Wohnhaus, drei Hammerwerke und zwei landwirtschaftliche Gebäude. Zu dieser Zeit lebten 20 Einwohner im Ort, allesamt evangelischen Bekenntnisses.
Vor 1831 ging das Eigentum eines der drei Hammerwerke, der sogenannte Zweite Hammer, und eines Hausplatzes von Friedrich Forstmann zu Burg an Daniel Clarenbach aus Hartkopsbever über. Im gleichen Jahr wird ein neues Wohnhaus im Ort errichtet und der Dritte Hammer in eine Fruchtmühle umgewandelt.
Ein H.W. Kipper aus Mittelheukelbach, Eisenfabrikant zu Neuenhaus an der Bever, war 1832 Reidemeister der Ersten Hammers im Ort. Dessen Hammerwerk war aber bereits 1837 in eine Schererei und Rauherei umgewandelt worden. Der Zweite Hammer wurde 1837 von Raphael Clarenbach in einer Tuchfabrik umgebaut.
Im Gemeindelexikon für die Provinz Rheinland werden für 1885 acht Wohnhäuser mit 82 Einwohnern angegeben. Der Ort gehörte zu dieser Zeit zur Landgemeinde Neuhückeswagen innerhalb des Kreises Lennep. 1895 besitzt der Ort elf Wohnhäuser mit 102 Einwohnern, 1905 neun Wohnhäuser und 91 Einwohner.
Durch Tannenbaum führte die Bergische Eisenstraße von Wipperfürth nach Hückeswagen, die heutige Sackgasse An der Schlossfabrik. Nach Bau der Chaussee nach Wipperfürth, die heutige Bundesstraße 237, lag Tannenbaum an der Einmündung der Altstraße in die Chaussee.

## Wander- und Radwege
Folgende Wanderwege führen durch den Ort:
- Der Hückeswagener Rundweg ◯